# Figaro (musikgrupp)
Figaro var en svensk musikgrupp.
Figaro bestod av Peter Lundblad (sång, gitarr), Paul Sundlin (sång, bas), Anders Nordh (gitarr, keyboards, sång), Torbjörn Eklund (flöjt, keyboards) och Tommy Andersson (trummor). Nordh och Sundlin hade tidigare spelat tillsammans i banden Trolls, King George Discovery och Life samt projekten Baltik och Resan, medan Nordh även spelat i Blond och Bättre Lyss. Tillsammans med Lundblad gjorde de en betydligt mer kommersiellt inriktad satsning än tidigare och låten "Framåt" blev en hit.

## Diskografi
- 1975 – Framåt/D.J. (singel, CBS 3732)
- 1976 – Figaro (album, CBS 80750)